# ريجنالد باركر (مخرج)
ريجنالد باركر (بالإنجليزية: Reginald Barker)‏ هو مخرج أمريكي، ولد في 2 أبريل 1886 في وينيبيغ في كندا، وتوفي في 23 فبراير 1945 في باسادينا في الولايات المتحدة بسبب نوبة قلبية.

## وصلات خارجية
- ريجنالد باركر على موقع IMDb (الإنجليزية)
- ريجنالد باركر على موقع ألو سيني (الفرنسية)
- ريجنالد باركر على موقع أول موفي (الإنجليزية)
- ريجنالد باركر على موقع قاعدة بيانات برودواي على الإنترنت (الإنجليزية)
- ريجنالد باركر على موقع قاعدة بيانات الأفلام السويدية (السويدية)
- ريجنالد باركر على موقع قاعدة بيانات الفيلم (الإنجليزية)
- ريجنالد باركر على موقع كينوبويسك (الروسية)